# Деніс Мілар
Деніс Мілар (ісп. Denis Milar, нар. 20 серпня 1952, Монтевідео) — уругвайський футболіст, що грав на позиції нападника. Виступав, зокрема, за клуби «Гранада» та «Насьйональ», а також національну збірну Уругваю.

## Клубна кар'єра
На дитячому рівні грав за клуб «Ла Естіва», а в 11-річному віці перерйшов у «Насьйональ» (Роша). У 14-річному віці перейшов на заміну травмованих гравців у першій команді і дебютував у Прімері в 1966 році, де провів два матчі. Однак потім повернувся до молодіжної команди. У 16-річному віці знову став частиною першої команди. Потім 17-річний Мілар перейшов у «Рампла Хуніорс». У команді виступав до 20-річного віку. З 1973 по 1975 рік виступав за команду «Ліверпуль» (Монтевідео). У своєму першому сезоні в «Ліверпулі» Мілар відзначився десятьма голами в чемпіонаті, у другому — відзначився 16-ма голами, за іншими даними, — 17 голами. Того ж року став другим у списку найкращих бомбардирів, поступившись Морені. У третьому сезоні в «Ліверпулі» відзначився 7-ма голами. У 1974 році разом зі своєю командою став віце-чемпіоном Уругваю.
У лютому 1975 року перейшов до іспанської «Гранади», з яким підписав 3-річний контракт. Преса напередодні початку сезону сприйняла його прихід як найважливіше підсилення для майбутнього сезону. У «Гранаді» провів 21 матч та відзначився трьома голами в дебютному сезоні, в якому його команда потрапила до другого дивізіону. У наступні два сезони другого дивізіону зіграв два матчі (без голів) та 16 матчів (один гол) відповідно.
1979 року перейшов до клубу «Насьйональ». З «Болсосом» виграв чемпіонат Уругваю та «Кубок Лібертадорес» у 1980 році. Однак не грав у фіналі останнього з вище вказаних турнірів. У наступному фіналі Міжконтинентального кубку проти «Ноттінгем Форест», який також виграв «Насьйональ», Мілар вийшов на поле в стартовій 11-ці. У 1982 році виступав у «Прогресо». З 1984 по 1985 рік захищав кольори еквадорського клубу «Уіверсідад Католіка» (Кіто). Футбольну кар'єру завершив 1987 року в чилійському клубі «Сан-Луїс Кільйота».

## Виступи за збірну
6 червня 1973 року дебютував у футболці національної збірної Уругваю. У складі збірної був учасником чемпіонату світу 1974 року у ФРН (зіграв у всих трьох матчах групового етапу), розіграшу Кубка Америки 1979 року у різних країнах. Востаннє футболку національної команди одягав 26 вересня 1979 року
Загалом протягом кар'єри у національній команді, яка тривала 7 років, провів у її формі 19 матчів, відзначився 4 голами.

## Досягнення
«Насьйональ»
- Прімера Дивізіон Уругваю
  -  Чемпіон (1): 1980
  -  Срібний призер (3): 1978, 1979, 1981

- Кубок Лібертадорес
  -  Володар (1): 1980

- Міжконтинентальний кубок
  -  Володар (1): 1980

- Міжамериканський кубок
  -  Фіналіст (1): 1980